# Anatis ocellata
Anatis ocellata, también conocida como  mariquita de ojos, es una especie de mariquita del género Anatis, orden Coleoptera. Fue descrita por Linnaeus en 1758.

## Descripción
Mide 8,0-9,0 mm de longitud. Cabeza negra, con manchas blancas.  Pronoto blanco, élitros rojizos y amarillentos con algunas manchas oscuras.

## Distribución y hábitat
Se distribuye por Reino Unido, Irlanda del Norte, Países Bajos, Suecia, Bélgica, Alemania, Rusia, Finlandia, Francia, Suiza, Austria, Noruega, Estonia, 
Dinamarca, Polonia, Lituania, España, Irlanda, Chequia, Bielorrusia, Italia, Luxemburgo, Ucrania, Letonia, Mongolia, Estados Unidos de América, Eslovaquia, Kazajistán, Portugal, Eslovenia, Bulgaria, Canadá, Grecia, Hungría, Liechtenstein y Rumania.
El hábitat principal es el bosque templado de coníferas, incluidos los bosques mixtos de Europa Central y los bosques mixtos sarmáticos, y la pradera y bosque montano de abedules de Escandinavia. Con mayor frecuencia en pinos, pero también en Picea abies y otras especies de Picea, Betula pendula y otras especies de Betula y Populus tremula. Los adultos son entomófagos y se alimentan principalmente de pulgones de las coníferas.